# Gruppo Sportivo Hockey Trissino 2021-2022
Questa voce raccoglie le informazioni riguardanti il Gruppo Sportivo Hockey Trissino nelle competizioni ufficiali della stagione 2021-2022.

## Maglie e sponsor
| 1ª divisa | 2ª divisa |

## Organigramma societario
- Presidente: Matteo Mastrotto
- Vicepresidente: Bruno Facchin
- Consigliere: Domenico Schiavo
- Segretario: Roberta Bassanese

## Organico

### Giocatori
Dati tratti dal sito internet ufficiale della Federazione Italiana Sport Rotellistici.
| N° | Naz.                 | Ruolo | Sportivo           |  |  |  |
| -- | -------------------- | ----- | ------------------ |  |  |  |
| 1  | Italia (bandiera)    | P     | Stefano Zampoli    |  |  |  |
| 5  | Italia (bandiera)    | E     | Alessandro Faccin  |  |  |  |
| 6  | Italia (bandiera)    | E     | Andrea Malagoli    |  |  |  |
| 7  | Italia (bandiera)    | E     | Giulio Cocco       |  |  |  |
| 13 | Italia (bandiera)    | P     | Elia Zen           |  |  |  |
| 17 | Angola (bandiera)    | E     | João Pinto         |  |  |  |
| 22 | Spagna (bandiera)    | E     | Roger Bars Català  |  |  |  |
| 71 | Italia (bandiera)    | E     | Davide Gavioli     |  |  |  |
| 84 | Argentina (bandiera) | E     | Emanuel Garcia     |  |  |  |
| 87 | Italia (bandiera)    | E     | Francisco Ipiñazar |  |  |  |

### Staff tecnico
- Allenatore:  Alessandro Bertolucci
- Allenatore in seconda:  Bertinato Carlo
- Direttore Sportivo:  De Gerone Mirco
- Dirigente:  Martini Paolo
- Meccanico:  Di Gaspero Giorgio
- Fisioterapista:  Cenzato Enrico